# Yervandashat, Armavir
Yervandashat là một đô thị thuộc tỉnh Armavir, Armenia. Dân số ước tính năm 2011 là 724 người.